# 咸阳北杜大铜佛
咸阳北杜大铜佛，咸阳博物院所藏的一尊黄铜铸造的释迦牟尼佛造像，原供奉于咸阳北杜的福昌寺。

## 历史
据《文博》杂志于1989年刊发的《咸阳北杜大铜佛》一文，该尊佛像为明代造像。1962年，供奉佛像的大殿被毁，该佛像被移至咸阳凤凰台。1964年再移到咸阳市博物馆（今咸阳博物院）。

## 外观描述
该佛像是以黄铜铸造而成的释迦牟尼佛坐像，造像底座已遗失，像内中空，表面现呈青黑色。佛像通高通高220厘米，肩宽96厘米，最宽处146厘米，厚约100厘米，重量超过1吨。佛像结跏趺坐，双手置于腹前，作禅定印。螺旋发式，为右旋式螺发，肉髻呈缓丘状。面庞方圆丰颐，额头较宽，双眉细长，双目微闭俯视，双唇微启，两大耳贴面下垂，神情安详。眉间有白毫相，填充物已经遗失。

## 备注
1. ↑  一说通高204厘米